# Utricularia praelonga
Utricularia praelonga är en tätörtsväxtart som beskrevs av A. St.-hilaire och F. Girard. Utricularia praelonga ingår i släktet bläddror, och familjen tätörtsväxter. Inga underarter finns listade i Catalogue of Life.

## Bildgalleri

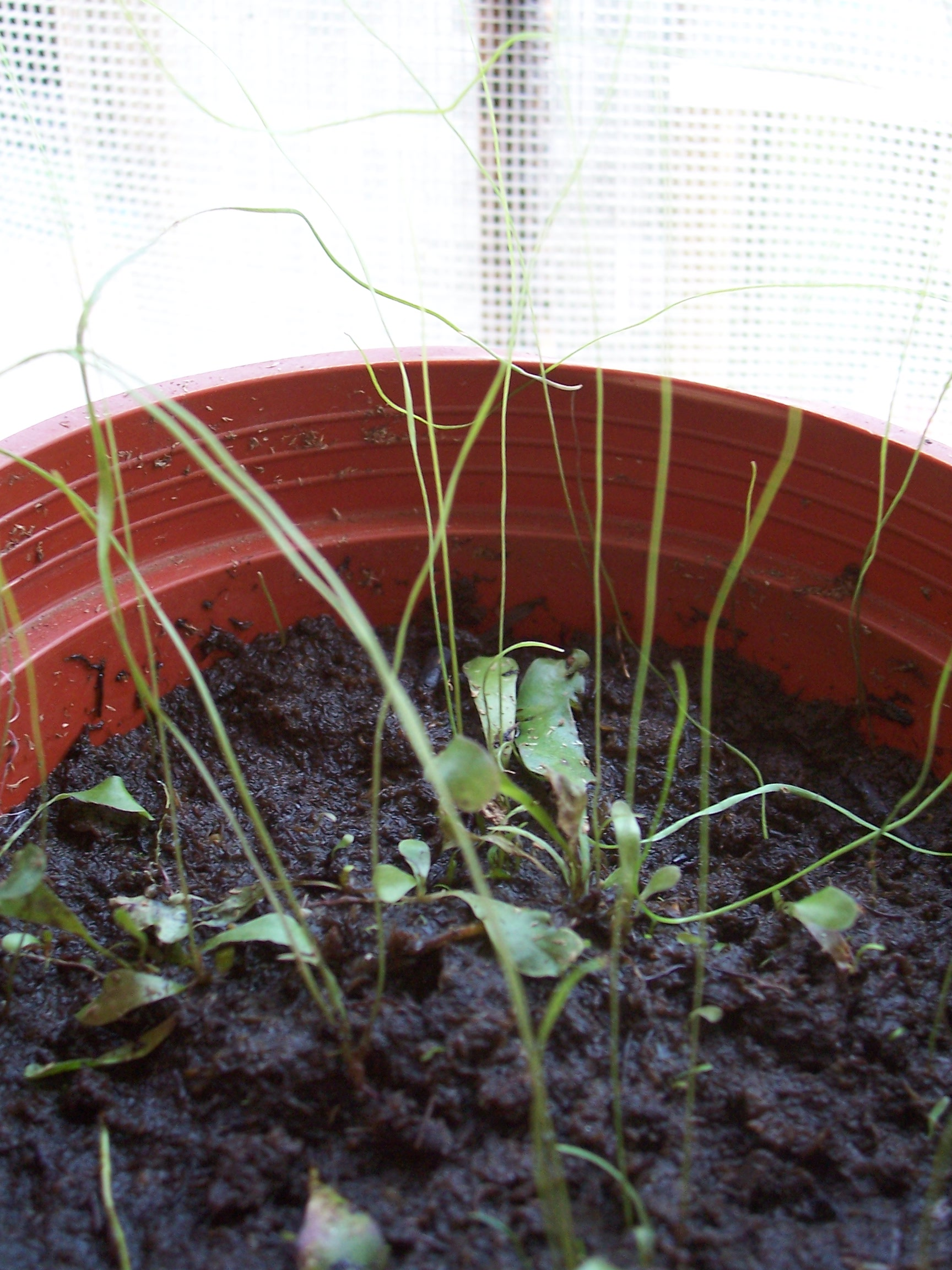